# Popis hrvatskih veleposlanika u Namibiji
Republika Hrvatska i Republika Namibija održavaju diplomatske odnose od 22. lipnja 1998. Sjedište veleposlanstva je u Pretoriji.

## Veleposlanici
Hrvatska nema rezidentno veleposlanstvo u Namibiji. Veleposlanstvo RH u Republici Južnoj Africi pokriva Bocvanu, Burundi, Kenija, Komore, Lesoto, Madagaskar, Malavi, Mauricijus, Mozambik, Namibiju, Ruandu, Sejšele, Svazi, Ujedinjenu Republiku Tanzaniju, Ugandu, Zambiju i Zimbabve.
| Veleposlanik           | Postavljenje        | Opoziv             | Sjedište |
| ---------------------- | ------------------- | ------------------ | -------- |
| Tvrtko Andrija Mursalo | 24. svibnja 1999.   | 1. kolovoza 1999.  | Pretoria |
| Matko Županić          | 8. travnja 2002.    | 31. prosinca 2005. | Pretoria |
| Ivan Picukarić         | 20. lipnja 2006.    | 31. prosinca 2010. | Pretoria |
| Nenad Prelog           | 30. listopada 2014. |                    | Pretoria |

## Vanjske poveznice
- Namibija na stranici MVEP-a